# Pico del Inglés
El Pico del Inglés es una de las montañas más altas del municipio de Santa Cruz de Tenerife, en la isla de Tenerife (Canarias, España), con 990 m s. n. m. Se encuentra en el Macizo de Anaga y en ella hay un mirador. 

## Descripción
Originalmente recibía el nombre de Pico de las Aguilillas, probablemente por las aves que se avistaban desde esta zona. Pero desde que un extranjero murió tras despeñarse en este lugar se empezó a utilizar, para referirse al sitio, la expresión "ahí, en el pico donde el inglés" que se fue transformando hasta derivar en el nombre actual. Sin embargo el fallecido no era inglés sino de nacionalidad austriaca. 

## Comunicaciones
Hasta el pico del Inglés llega la carretera TF-114, que de hecho lo rodea, para regresar a su punto de origen, en la Carretera TF-12 (de San Andrés a Las Canteras). La distancia desde la TF-12 es de un kilómetro.

### Transporte público
En autobús —guagua—  el mirador queda conectado mediante la siguiente línea de Titsa: 
| Línea | Trayecto                                       | Recorrido     |
| ----- | ---------------------------------------------- | ------------- |
| 273   | La Laguna - Cruz del Carmen (por Las Canteras) | Horario/Línea |

## Caminos
El Pico del Inglés es un lugar de referencia de la red de caminos de Anaga. Desde el mirador parte el Sendero PR-TF 2 de la red de senderos homologados. Empieza en Taborno y termina en el barrio de Valleseco. Poco más abajo del mirador, en un cruce llamado precisamente cuatro caminos, bajo el Cabezo del Viento, parten dos ramales en direcciones opuestas. El del este lleva al caserío de Catalanes o a las Casas de La Cumbre, y el del oeste baja hacia El Tomadero, por la zona de exclusión del Monte Aguirre.